# Jeff Waters
Jeff Waters (13 de febrer de 1966) és un guitarrista canadenc fundador i ànima del grup de thrash metal Annihilator.

## Inicis
El pare de Jeff Waters era un militar, va viure en diverses parts del Canadà abans d'instal·lar-se definitivament a Ottawa quan tenia 9 anys. En la seva joventut va estudiar guitarra clàssica.

## Annihilator
L'any 1984 Waters va crear juntament amb el cantant John Bates el grup Annihilator. En els inicis d'Annihilator, el guitarrista nord-americà Dave Mustaine, del grup Megadeth va oferir a Waters que fos el guitarrista de Megadeth. Waters va declinar l'oferta perquè en aquell moment feia poc temps que havia sortit a la venda el primer àlbum d'Annihilator, l'àlbum Alice in Hell i estava tenint molt bona rebuda tant per la crítica com el públic. Waters va confiar en el projecte Annihilator. Al llarg dels més de 20 anys d'història del grup, Jeff Waters ha estat el màxim compositor a més de gravar ell mateix les dues guitarres i el baix en la majoria d'àlbums del grup. D'altra banda, des de l'any 1994 fins a l'any 1997 Waters també va ser el cantant del grup gravant els àlbums King of the Kill, Refresh the Demon i Remains. A l'àlbum Remains Waters va gravar l'àlbum en solitari perquè a més de tocar el baix i la guitarra i cantar, va utilitzar un programa informàtic per crear els sons de la bateria.
Jeff Waters no ha mantingut els membres d'Annihilator molt de temps seguit sinó que ha contractat temporalment músics a comissió per fer les corresponents gires del grup. Tot i això, el cantant actual d'Annihilator, Dave Padden ja porta tres discos gravats amb Annihilator.

## Aparicions com a artista convidat
A part del seu treball amb Annihilator, Waters també ha participat en àlbums d'altres grups com a artista invitat tocant alguna de les cançons del disc. Els grups i àlbums amb què ha participat són els següents:
- After Forever - After Forever - De-energized.
- Dew-Scented - Incinerate - Perdition for All.
- Legen Beltza - Dimension of Pain - War of Wars.
- Memorian - Reduced to ashes - TV War.
- Merendine Atomiche - Walk Across Fire - Game Over.

A més, també ha participat en el projecte Roadrunner United, de la discogràfica Roadrunner Records (discogràfica d'Annihilator en els àlbums Alice in Hell, Never, Neverland i Set the World on Fire). Per celebrar el vint-i-cinquè aniversari de la discogràfica, es va editar un àlbum, United: The All Star Sessions on diversos músics famosos tocaven diferents cançons. Waters va tocar els solos de guitarra en les cançons The Dagger i Independent (Voice of the Voiceless).

## Watersound Studios
Jeff Waters va crear uns estudis propis de gravació que porten el seu nom, Watersound Studios. En aquests estudis, Waters a més de gravar els àlbums d'Annihilator també exerceix les funcions de productors per diferents grups (sobretot grups locals canadencs) de tots els estils musicals.